# آلفرد هیچکاک – سرگیجه
آلفرد هیچکاک - سرگیجه (انگلیسی: Alfred Hitchcock – Vertigo) یک بازی ویدئویی ماجراجویی است که توسط استودیو پندولو توسعه یافته و به‌وسیلهٔ مایکرویدس در دسامبر ۲۰۲۱، برای پلت‌فرم‌های مایکروسافت ویندوز، پلی‌استیشن ۵، پلی‌استیشن ۴، اکس‌باکس سری اکس/اس و نینتندو سوئیچ منتشر شد. این عنوان اقتباسی از فیلم سرگیجه اثر آلفرد هیچکاک می‌باشد.